# Men and Women
Men and Women — второй студийный альбом группы Simply Red, вышедший в 1987 году.

## Об альбоме
Песни с этого альбома проникнуты стилем соула и фанка. В клипах мы можем заметить, как изменились музыканты. Если в первом, предыдущем альбоме, члены коллектива выглядели оборванцами, то сейчас они похожи на интеллигентов, хотя по сути они таковыми и являются. В альбом вошла композиция The Right Thing, которая из-за откровенно сексуального характера была запрещена в Сингапуре, однако принесла успех в Америке и Великобритании. Также присутствуют такие песни, как романтическая баллада Maybe Someday и увеселительная песня Infidelity, на которую был снят клип.

## Список композиций
1. The Right Thing
2. Infidelity
3. Suffer
4. I Won’t Feel Bad
5. Ev’ry Time We Say Goodbye
6. Let Me Have It All
7. Love Fire
8. Move On Out
9. Shine
10. Maybe Someday…
11. Lady Godiva’s Room

## Синглы с альбома
1. The Right Thing
2. Infidelity
3. Maybe Someday
4. Every Time We Say Goodbye
5. I Won’t Feel Bad